# Romain Combaud
Romain Combaud (Saint-Doulchard, 1 d'abril de 1991) és un ciclista francès, professional des del 2015. Actualment corre a l'equip Team DSM.

## Palmarès
- 2012
  - Vencedor d'una etapa del Tour de Mareuil-Verteillac-Riberac
- 2013
  - 1r als Boucles du Haut-Var
  - Vencedor d'una etapa del Tour de Moselle
- 2014
  - 1r als Boucles du Haut-Var
  - 1r al Gran Premi Gilbert Bousquet
  - 1r als Boucles guégonnaises
  - 1r al Gran Premi de Boussière-sur-Sambre
  - Vencedor d'una etapa del Tour del Franc Comtat
  - Vencedor d'una etapa del Tour Nivernais Morvan

### Resultats al Giro d'Itàlia
- 2022. 104è de la classificació general

### Resultats a la Volta a Espanya
- 2023. 119è de la classificació general